# Алпатов, Николай Иванович
Николай Иванович Алпатов (9 мая 1906 года, Асхабад — 5 октября 1963 года, Воронеж) — советский учёный-педагог, доктор педагогических наук, профессор. Ректор Магнитогорского педагогического института и Челябинского педагогического института. Отличник народного просвещения.

## Биография
Родился в 1906 году в Асхабаде (Ашхабаде).
Учился в специальном педагогическом классе при опытной школе имени К. Либкнехта, которую окончил в 1926 году. После этого поступил в Ленинградский педагогический институт имени Герцена, который окончил в 1931 году.
После получения диплома уехал в Хабаровск, где работал директором школы потом директором краевой научной дефектологической лаборатории.
В 1935 году переехал в Куйбышев, где преподавал на кафедре педагогики Куйбышевского педагогического института.
С 1943 года работал в Ташкентском педагогическом институте, читал лекции по истории педагогики, параллельно занимал должности заместителя директора по научной части и заведовал аспирантурой вуза. Во время Великой Отечественной войны, разработал специальный курс, который преподавал преподавателям Суворовских училищ.
В 1944—1945 годах работал в Академии педагогических наук РСФСР.
С 1945 по 1950 год работал в Рязанском педагогическом институте, получил звание профессора. В 1950 году стал директором (ректором) Магнитогорского педагогического института, совмещая работу с преподаванием на кафедре педагогики и психологии. В 1952 году был назначен ректором Челябинского педагогического института, работал в должности десять лет до 1962 года.
В 1962 году переехал в Воронеж, где получил должность заведующего кафедрой педагогики и психологии Воронежского педагогического института.
Научные интересы Алпатова распространялись на изучение проблематики педагогики и истории педагогики.
Является автором сорока работ, среди которых монографий: «Внеклассная воспитательная работа в городской средней школе» (1949), «Школа-интернат» (1960), «Воспитание и школа на современном этапе: (Основы советской педагогики)» (1961). Награждён орденом Трудового Красного знамени.
Скончался в 1963 году в Воронеже.

## Труды
- Внеклассная воспитательная работа в городской средней школе, М., 1949;
- Педагогическая деятельность И. Н. Ульянова, 2 изд., М., 1956;
- Воспитание у детей сознательной дисциплины и навыков культурного поведения, под ред. Н. И. Алпатова, Челябинск, 1956;
- Воспитательная работа в школах-интернатах Южного Урала, под ред. Н. И. Алпатова, Челябинск, 1958;
- Школа-интернат [Вопросы организации и опыт воспитательной работы], М., 1958;
- Учебно-воспитательная работа в дореволюционной школе интернатного типа, М., 1958;
- Воспитание и школа на современном этапе. [Основы советской педагогики], Челябинск, 1961.